# Апостольский нунций в Эстонии
Апостольский нунций в Эстонской Республике — дипломатический представитель Святого Престола в Эстонии. Данный дипломатический пост занимает церковно-дипломатический представитель Ватикана в ранге посла. Апостольская нунциатура в Эстонии была учреждена на постоянной основе 11 сентября 1933 года, дипломатические отношения прерваны в 1940 году, восстановлены 3 октября 1991 года.
В настоящее время Апостольским нунцием в Эстонии является архиепископ Георг Генсвайн, назначенный Папой Франциском 24 июня 2024 года.

## История
В 1922 году, в связи с провозглашением независимости Балтийских стран, Святой Престол учредил Апостольскую делегатуру Латвии, Литвы и Эстонии, а также назначил первого апостольского делегата иезуита Антонино Дзеккини (20 октября 1922).
Апостольская нунциатура в Эстонии была учреждена на постоянной основе 11 сентября 1933 года, бреве Cum in Republica Estoniensi папы римского Пием XI, с резиденцией в столице Эстонии — городе Таллине. После советской оккупации Эстонии дипломатические отношения были прерваны.
Дипломатические отношения были восстановлены 3 октября 1991 года после того, как Эстония вновь обрела независимость. Однако апостольский нунций не имеет официальной резиденции в Эстонии, в её столице Таллине и является апостольским нунцием по совместительству, эпизодически навещая страну. Резиденцией апостольского нунция в Эстонии является Вильнюс — столица Литвы.

## Апостольские нунции в Эстонии

### Апостольские делегаты
- Эдвард Александр Владислав О’Рурк — (8 декабря 1920 — декабрь 1921, в отставке);
- Антонино Дзеккини — (20 октября 1922 — 22 октября 1933, в отставке).

### Апостольские нунции
- Антонино Арата — (12 июля 1935 — 1940, в отставке);
  - Дипломатические отношения прерваны (1940 — 1991);
- Хусто Мульор Гарсия — (30 ноября 1991 — 2 апреля 1997 — назначен апостольским нунцием в Мексике);
- Эрвин Йозеф Эндер — (9 июля 1997 — 19 мая 2001 — назначен апостольским нунцием в Чехии);
- Петер Штефан Цурбригген (25 октября 2001 — 14 января 2009 — назначен апостольским нунцием в Австрии);
- Луиджи Бонацци (14 марта 2009 — 18 декабря 2013 — назначен апостольским нунцием в Канаде);
- Педро Лопес Кинтана — (22 марта 2014 — 4 марта 2019 — назначен апостольским нунцием в Австрии);
- Петар Ражич — (6 августа 2019 — 1 марта 2024 — назначен апостольским нунцием в Италии);
- Георг Генсвайн — (24 июня 2024 — по настоящее время).